# جووانی کومیسو

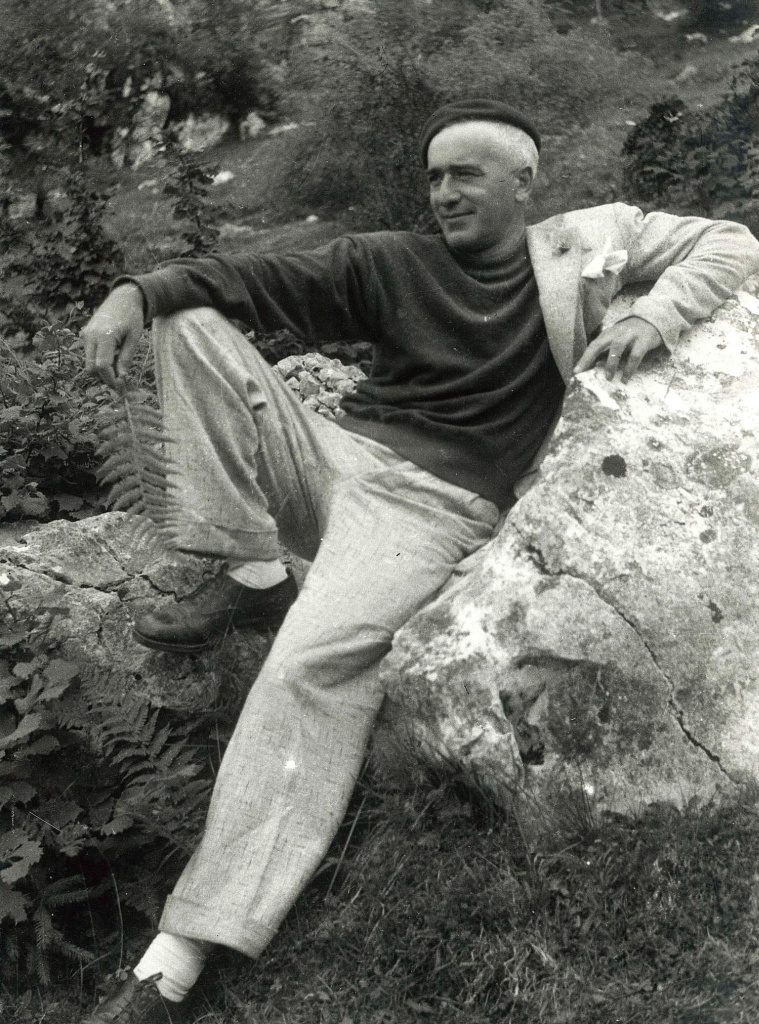

جووانی کومیسو (ایتالیایی: Giovanni Comisso) یک نویسنده اهل ایتالیا بود. وی از چهره‌های برجسته ادبیات ایتالیا در نیمه اول قرن بیستم است.

## زندگی‌نامه
جووانی کومیسو در ۳ اکتبر ۱۸۹۵ در شهر ترویزو در ایتالیا به‌دنیا آمد.
کومیسو در کنار چندین رمان و تعدادی داستان‌های کوتاه که از خود باقی گذاشت با روزنامه‌های «کوریره دلا سرا» و «گازتادل‌پوپولو» هم‌کاری می‌کرد و برای آنها مقاله می‌نوشت.
وی در سال ۱۹۵۵ برنده جایزه استرگا شد
آثار کومیسو بیشتر ملهم از مشاهدات شخصی و تجربه سفرهای بی‌شمار به اطراف ایتالیا و دیگر کشورهای اروپا و آفریقا است. در آثارش به اروتیسم بهای به سزایی می‌دهد و از این دریچه به توصیف و تجزیه و تحلیل عواطف انسانی می‌پردازد.
«کومیسو» در ۲۱ ژانویه ۱۹۶۹ در زادگاهش ترویزو چشم از جهان فرو بست.
داستان «آمینتا» توسط «فیروزه مهاجر» به فارسی ترجمه شده است.